# Közönséges lantszarvúantilop
A közönséges lantszarvúantilop (Damaliscus lunatus) az emlősök (Mammalia) osztályának párosujjú patások (Artiodactyla) rendjébe, ezen belül a tülkösszarvúak (Bovidae) családjába és a tehénantilop-formák (Alcelaphinae) alcsaládjába tartozó faj.

## Előfordulása
Szenegáltól Szudán nyugati részéig és Dél-Afrikától Kelet-Afrikáig a szavannákon fordul elő.

## Alfajai
A közönséges lantszarvú antilop alfajinak száma és a fajon belül az egyes populációk egymáshoz viszonyított helyzetének értékelésen nem teljesen egységes. A faj nagy elterjedési területén belül hagyományosan az alábbi alfajokat szokás megkülönböztetni:
- Jimela (Damaliscus lunatus jimela) Matschie, 1892 – Kelet-Afrikában, a kelet-afrikai tavak vidékén él
- Korrigum-tehénantilop (Damaliscus lunatus korrigum) Ogilby, 1836 – Nyugat-Afrika szavannáin él[1]
- Szasszabi (Damaliscus lunatus lunatus) (Burchell, 1824) – Dél-Afrika[1]
- Tiang (Damaliscus lunatus tiang) (Heuglin, 1863) – Csád és a Közép-afrikai Köztársaság területén él[1]
- Topi (Damaliscus lunatus topi) Blaine, 1914 – Kelet-Afrika szavannáin él, ez a legelterjedtebb alfaj[1]

Wilson és Reeder kutatók 2005-ben a közönséges lantszarvú antilopot a következő kettő különálló fajra osztotta fel:
- Damaliscus lunatus Burchell, 1824 – ez a faj csak a déli alfajt, a szaszabit foglalja magában.
- Damaliscus superstes (Cotterill, 2003) – ez egy kis különálló populációt foglal magában, melyet Zambia északi részén fedeztek fel 2003-ban. Angol neve Bangweulu-tsessebe; a legtöbb rendszerező szerint manapság önálló fajnak tekinti.

Az alábbi különálló fajokat nem fogadják el általánosan, a legtöbb kutató továbbra is egyetlen faj elkülönült alfajainak véli őket.
Korábban e faj alfajának vélték a vadászantilopot (Damaliscus hunteri) is, de azt mára a tudomány elismerte mint különálló fajt.

## Megjelenése
A közönséges lantszarvúantilop fej-törzshossza 150-205 centiméter, marmagassága 100-130 centiméter és testtömege 75-160 kilogramm. Az állat nagy testű, nagy marmagasságú, csapott hátú és hosszú, rojtos farkú; szőre rőtbarna és fényes bíborszínű. A szarv mindkét nemnél kissé lant alakú és hátrahajló, szabályosan rovátkolt, hossza elérheti az 50 centimétert. Előreálló homloka és hosszú pofája van. Feje mindkét oldalán középen felülről lefelé húzódó sötét csík található.

## Életmódja
Társas lény; csordákban legelészik, melyet egy bika vezet. Táplálékát fűfélék és lágy szárú növények alkotják. Legfeljebb 18 évet élhet.

## Szaporodása
Az ivarérettséget 2 éves kortól éri el. A párzási időszak az élőhely földrajzi adottságaitól függ. A vemhesség 225-240 napig tart, ennek végén a nőstény általában 1, esetenként 2 borjat hoz a világra. Az elválasztás 4 hónap után következik be, de a borjú az anyával marad a következő párzási időszakig.

## Képek

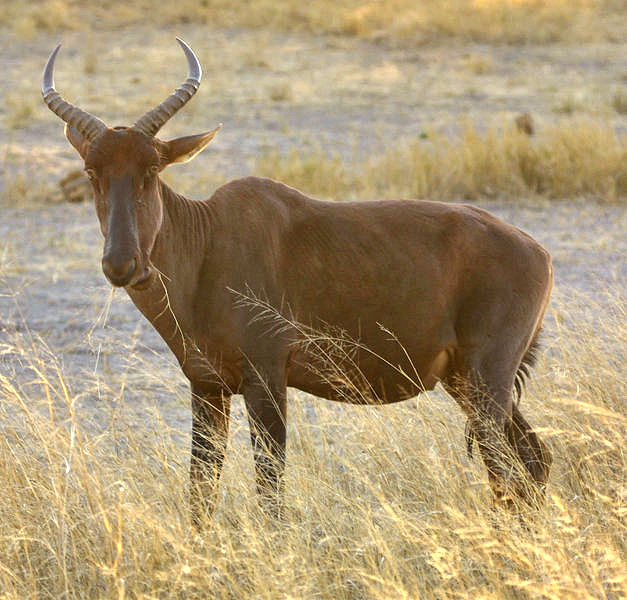
Szasszabi (Damaliscus lunatus lunatus)
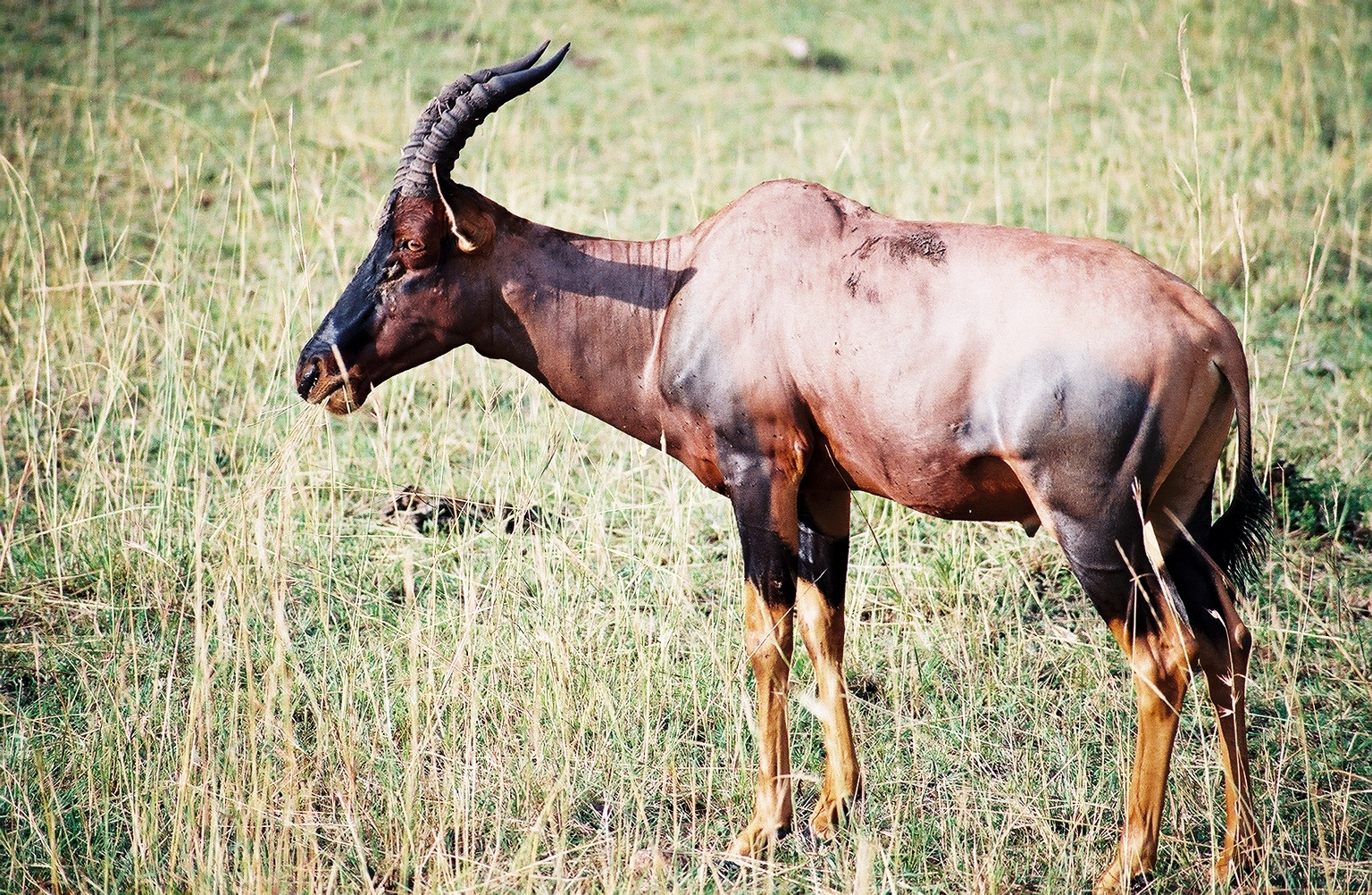
Topi (Damaliscus lunatus topi) a kenyai Masai Mara Nemzeti Rezervátumban